# Piotr Stefański (muzyk)
Piotr „Stiff” Stefański – muzyk ze Skarżyska, z zawodu nauczyciel geografii. Dyrektor Gminnego Ośrodka Kultury w Bliżynie. Założyciel kilku zespołów muzycznych m.in. Stiff Stuff, Dym, czy Studium Instrumentów Etnicznych. Autor projektu „Uniwersytet Wolność”.
W latach 90. współtworzył skarżyską grupę Stiff Stuff. Brał udział w radykalnych akcjach w obronie przyrody. W utworze Julia Motyl zespołu Stiff Stuff nawiązał do Julii Butterfly Hill (aktywistki, która spędziła wiele miesięcy na drzewie, aby zapobiec ich wycince).
W 1999 roku w kooperacji z Muzeum Krzemienia Pasiastego w Krzemionkach Opatowskich, założył zespół Natural Beat Band.
W 2012 założył zespół Studium Instrumentów Etnicznych (S.I.E.), który jest także projektem edukacyjnym mającym na celu naukę gry na instrumentach, głównie perkusyjnych.
Jego zespół S.I.E zdobył główną nagrodę w konkursie Skoda Auto Muzyka. Nagrodą był udział w koncercie laureatów w Studiu im. Agnieszki Osieckiej, w radiowej Trójce.
W 2014 roku zdobył wyróżnienie człowieka roku województwa świętokrzyskiego. W 2015 roku otrzymał Świętokrzyską Nagrodę Kultury za całokształt dokonań.
Na drugiej płycie zespołu S.I.E., pt. „3.5.7", zawarł utwór „Moja mina”, gdzie każdy mógł dograć swoją zwrotkę, wysyłając ją na adres email. Jedną z osób, które nagrały zwrotkę był Jan Nowicki.
W 2018 wraz z S.I.E. założył zespół Dym, który w 2019 roku wydał debiutancką płytę. Dym przez niektórych był porównywany z takimi zespołami jak Heilung czy Wardruna.
W sierpniu 2024 roku został dyrektorem Gminnego Ośrodka Kultury w Bliżynie.
W grudniu 2024 dostał Nagrodę Mazowieckiego Programu Edukacji Kulturalnej w kategorii „ALTERGRANT” za Otwarty Teatr Perkusyjny „Trzecie Miejsce”, alternatywną przestrzeń działań twórczych w Radomiu.